# Хвильовий пакет

Хвильовий пакет при лінійному законі дисперсії

Хвильовий пакет — суперпозиція монохроматичних плоских хвиль, утворена таким чином, щоб обмежити область збурення.
На відміну від плоских хвиль хвильові пакети можуть переносити інформацію.
Хвильовий пакет зберігає свою форму лише тоді, коли швидкість поширення монохроматичних хвиль не залежить від частоти. Це можливо лише для лінійного закону дисперсії хвилі. При довільному законі дисперсії хвильові пакети розпадаються з часом.
Переміщення хвильового пакету в просторі характеризується груповою швидкістю.